# Irene Sommerfeld-Stur
Irene Sommerfeld-Stur ist eine österreichische Populationsgenetikerin. Sie gilt als Expertin auf dem Gebiet der Hundezucht und war außerordentliche Universitätsprofessorin an der Veterinärmedizinischen Universität Wien.

## Leben
Sommerfeld-Stur studierte von 1968 bis 1973 an der Veterinärmedizinischen Universität Wien, wo sie 1975 mit einer Arbeit Untersuchungen über den Zusammenhang zwischen dem Schlachtalter als Maß; für die Wirtschaftlichkeit einer Kuh und dem aus Markergenen geschätzten Heterozygotiegrad zum Dr. med. vet. promovierte. Von 1973 bis zum Eintritt in den Ruhestand 2012 arbeitete sie dort am Institut für Tierzucht und Genetik. 1985 erlangte sie mit einer Arbeit zur Heterosezucht bei Haustieren die Venia legendi für das Fach Tierzucht und Genetik. Irene Sommerfeld-Stur gehörte zum wissenschaftlichen Beirat des Instituts für interdisziplinäre Erforschung der Mensch-Tier-Beziehung und zur Redaktion der Wiener Tierärztlichen Monatsschrift.
Schwerpunkt ihrer Arbeit bilden die kynologische Genetik, insbesondere Erbfehler und deren Bekämpfung. Speziell widmet sie sich solchen Erbfehlern, die sich aus bestimmten Forderungen bzw. Interpretationen des Rassestandards ergeben, wie bei den so genannten Qualzuchten. Des Weiteren gehört zu ihrem Aufgabenspektrum die individuelle Beratung von Zuchtverbänden, Züchtern, Hundebesitzern und -käufern. Zudem hat sich Sommerfeld-Stur in den letzten Jahren intensiv mit der Problematik der als Kampfhunde klassifizierten Hunderassen auseinandergesetzt und stellt fest, dass die „Definition der Gefährlichkeit allein aufgrund der Rassezugehörigkeit sachlicher Unsinn“ ist.
Sie sieht die „Erhaltung der genetischen Varianz als eines der wichtigsten Ziele der modernen Hundezucht“ und weist angesichts dessen, dass „gerade züchterische Entscheidungen, die im Interesse der Gesundheit der Nachkommen liegen[,] zu einer Verschärfung der Situation der genetischen Vielfalt“ führen, auf die Notwendigkeit hin, „für jede Rassepopulation spezielle auf die jeweilige Populationssituation spezifisch zugeschnittene Lösungsansätze zu erarbeiten“ (Irene Sommerfeld-Stur).
Sommerfeld-Stur publizierte zahlreiche wissenschaftliche Artikel über die Rinder-, Schweine- und Hundezucht. 1987 erhielt sie den Förderungspreis der Österreichischen Tierärztekammern, 1997 das Ehrenzeichen des Österreichischen Kynologenverbandes.
Sie lebt mit ihrem Ehemann auf einem Bauernhof in Niederösterreich.

## Werke
- Walter Schleger, Irene Stur: Hundezüchtung in Theorie und Praxis ; ein genetischer Leitfaden für erfolgreiche Rassehundzucht. Verl. Jugend u. Volk, Wien 1986, DNB 860790398, ISBN 3-224-17000-8.
- Heinz Jürgen Ficus, Klaus Loeffler, Michael Schneider-Haiss, Irene Stur: Hüftgelenksdysplasie bei Hunden. Enke, Stuttgart 1990, ISBN 3-432-98551-7.
- Irene Stur (Red.): Heimtierfibel. Norka-Verlag, Klosterneuburg 1997. DNB 969830815
- Ralf Alef, Günther Bloch, Uwe Friedrich, Michael Grewe, Jan Nijboer, Dorit Urd Feddersen-Petersen, Ádám Miklósi, Marc Bekoff, Jürgen Zentek, Irene Sommerfeld-Stur, Holm Schüler: Von der Hand in die Welt- das A-Z des Hundes. Die Enzyklopädie rund um den Canis Lupus Familiaris. Dogtale-Movies, Bad Münstereifel 2011, ISBN 978-3-937322-18-6. (3 DVD-ROM)